# Valle de Manzanedo
Valle de Manzanedo è un comune spagnolo di 118 abitanti situato nella comunità autonoma di Castiglia e León.

## Località
Il comune comprende le seguenti località:
- Argés
- Arreba
- Cidad de Ebro
- Consortes
- Crespos
- Cueva de Manzanedo
- Manzanedillo
- Manzanedo (capoluogo)
- Peñalba de Manzanedo
- Población de Arreba
- Rioseco
- San Martín del Rojo
- San Miguel de Cornezuelo
- Vallejo de Manzanedo
- Villasopliz